# Moody, Alabama
Moody är en stad (city) i St. Clair County, i delstaten Alabama, USA. Enligt United States Census Bureau har staden en folkmängd på 11 841 invånare (2011) och en landarea på 63,2 km².